# Laurent Redon
Laurent Redon, född den 5 augusti 1973 i Saint-Chamond i Loire, Frankrike, är en fransk racerförare.

## Racingkarriär
Redon inledde sin formelbiskarriär i det franska mästerskapet i formel 3, där han slutade nia 1994, innan han vann mästerskapet 1995, efter att ha tagit fem delsegrar. Redon graduerade därefter till formel 3000, där han körde under 1996 och 1997. Under debutsäsongen slutade han åtta sammanlagt, innan han under 1997 tappade till en nionde. Säsongen i sig var dock mer framgångsrik, eftersom han tog fler poäng, och sin enda pallplats i serien på A1-Ring. Efter det trodde Redon att han hade ett kontrakt klart med Minardi för att köra i formel 1 1998, men Esteban Tuero fick platsen, då han hade mer pengar. Redon kom istället att bli trestförare för Benetton, men han kände att möjligheterna att nå formel 1 som tävlingsförare var begränsade, och han bestämde sig för att försöka ta sig in i Indty Racing League istället. Redon slutade sjua i sin debut mot slutet av säsongen 2001, och tävlade hela säsongen 2002, då han blev utsedd till årets nykomling, efter att ha blivit tolva i mästerskapet för Conquest Racing. Han slutade som bäst på tredje plats, vilket kom på Fontana. Efter säsongen avslutade Redon sin karriär, då han skulle bli far, och inte ville tävla på ovaler när han hade en gravid hustru, som han fem år senare förklarade för Autosport. Han prövade GT-racing i Europa efteråt, men fann det inte så intressant, och blev racinginstruktör istället.